# Ella Mahammitt
Ella Lillian Davis Browne Mahammitt (Kansas City, 22 de novembro de 1863 – Los Angeles, 9 de setembro de 1932) foi uma jornalista americana, ativista dos direitos civis e ativista dos direitos das mulheres da cidade de Omaha, em Nebraska. Ela era editora do semanário negro The Enterprise, presidente do Omaha's Colored Women's Club, e uma oficial das filiais locais da Liga Afro-Americana. Em nível nacional, em 1895 foi vice-presidente da Federação Nacional de Mulheres Afro-Americanas, chefiada por Margaret James Murray (esposa de Booker T. Washington), e em 1896 foi membro do comitê da organização sucessora, a Associação Nacional das Mulheres Negras, sob a presidência de Mary Church Terrell.

## Primeiros anos
Ella Lillian Davis nasceu 22 de novembro de 1863 em Kansas City, cidade de Missouri, sendo filha única de William F. Davis, um policial de Kansas City e sua esposa Annie (Atchus) Davis. Ella L. Davis tornou-se professora em Kansas City. Em 18 de junho de 1884, casou-se com o Dr. John M. Browne em Kansas City, mas o casamento durou pouco.
Em 9 de junho de 1891, Browne casou-se com Thomas P. Mahammitt, de Omaha. O casamento ocorreu em Kansas City em 9 de junho de 1891, com uma recepção realizada em Omaha na casa de Millard F. Singleton. Após o casamento, Browne e Mahammitt se mudaram para Omaha.

## Federação Nacional de Mulheres Afro-americanas
Em 1895, ela viajou para a Primeira Conferência Nacional das Mulheres Negras da América, realizada em 26 de agosto de 1895 em Berkeley Hall, Boston, Massachusetts, de 29 a 31 de julho de 1895, convocada pelo Woman's Era Club de Boston. O foco da convenção foi a educação de crianças negras e o grupo se autodenominou Federação Nacional de Mulheres Afro-Americanas. Ela foi eleita como vice-presidente representando o Ocidente na reunião.

## The Enterprise
Quando Mahammitt retornou a Omaha, ela relatou sobre a convenção na coluna semanal "Woman's Column" no jornal semanal negro de Omaha, The Enterprise, que era de propriedade de seu marido, mas no qual ela teve um papel principal na execução e edição.
Em Omaha, Mahammit foi presidente de uma filial do Colored Women's Club, mantendo o lema, "Levantar à medida que escalamos". Em 1895, o clube discutiu com grande aprovação o discurso de compromisso de Atlanta de 1895 de Booker T. Washington, que eles leram junto com cartas pessoais de Washington e sua esposa.
Em dezembro de 1895, Mahammitt participou do Congresso de Mulheres Negras em Atlanta como parte da Convenção de Atlanta de 1895 junto com a Sra. Nellie Wingo de Lincoln, Miss Charlina Haynes de Beatrice, Mrs. Lulu B. Moors de Lincoln, e Sra. Laura M. Craig de Omaha. Mahammit trabalhou como Comissária do Estado de Nebraska para o congresso. Ela apresentou na Sessão Executiva em 28 de dezembro sobre o tema "O dever de uma mãe em seu lar". Outros presentes nessa sessão foram a Sra. Lucy Thurman, Sra. Libbie C. Anthony, Sra. NÓS Mateus, Sra. NF Morrell, Sra. AS Gray, Sra. CS Smith e a Sra. J. Silone Yates. Outros que falaram durante o congresso de três dias foram: Sra. Lucy B. Stephens, Sra. Ida D. Bailey, Sra. Fannie Barrier Williams, Senhorita Ednorah Nahar, Sra. Alice D. Cary, Sra. Jessie Lawson e a Sra. Fannie Barreira Williams. Sra. Sylvanie F. Williams também apresentou o tema de Mahammitt durante a sessão do congresso, e a contribuição de Mahammitt foi lida pela Sra. Jessie Lawson.
Ela também era ativa na filial de Nebraska da Liga Afro-Americana, onde Samuel Grant era presidente. Mahammitt trabalhou como presidente do comitê de emancipação das mulheres em uma reunião em Falls City em junho de 1896, Outros oficiais da Liga de Omaha incluíram ML Wilson, JW Long, MF Singleton, George F. Franklin e John Albert Williams.
No semanário Woman's Column, ela discutia questões pertinentes à vida afro-americana, à administração doméstica e ao Ramo de Omaha do Clube de Mulheres Coloridas. Em 1896, Mahammitt foi criticada pelo Afro-American Sentinel of Omaha editado por Cyrus D. Bell por sua atividade política. Mahammitt e o Women's Club tinham procurado a nomeação de GF Franklin (Clara B. Franklin era membro do Women's Club e GF Franklin era anteriormente o proprietário da The Enterprise ) para o cargo de Inspetora de Pesos e Medidas pelo Prefeito. Bell também acusou Mahammitt de se opor à nomeação da senhorita Jessie Merriam para um cargo no escritório do senhor Albyn Frank, o que Mahammit negou. Em 1896, os oficiais do Clube das Mulheres eram: Presidente, Ella L. Mahammitt, Vice-presidente: Nettie Johnson, Tesoureira: Ophelia Clenlans, Secretária (Clenlans estava no conselho executivo da Federação Nacional de Mulheres Afro-Americanas: Laura M Craig e Secretária Correspondente: Clara B. Franklin. Para a Páscoa de 1896, a Enterprise lançou uma edição especial que foi amplamente elogiada e cujos colaboradores incluíam Ella L. Mahammitt, Sra. EE Guy, JA Childs, Josephine Silone Yates, Sra. E. Turner, Comfort Baker, Victoria Earle Matthews e Margaret James Murray. Ela também contribuiu para muitos outros periódicos, incluindo a Monthly Review da Filadélfia, editada por Charles Alexander.

## Associação Nacional de Mulheres Negras
Em sua coluna, Mahammitt endossou a união da Federação Nacional de Mulheres Afro-Americanas e da Liga Nacional de Mulheres Negras na conferência da Liga em Washington nos dias 14–16 de julho de 1896, embora seu apoio mais forte tenha sido para o Federação com a qual esteve intimamente envolvida. A Secretária de Gravação do Clube de Mulheres Negras de Omaha, Sra. S. Lilliam Coleman representou o Clube da Mulher de Omaha na reunião de julho de 1896. A federação e a liga foram, de fato, unidas e, posteriormente, conhecidas como a Associação Nacional de Mulheres Negras sob a presidência de Mary Church Taylor e Margaret James Murray como presidente do Comitê Executivo. Mahammitt trabalhou no Comitê de Formas e Meios.

## Últimos anos e morte
Ella e Thomas Mahammitt se divorciaram em 1903. Thomas casou-se novamente com Sarah Helen B. Toliver em 25 de maio de 1904, em Des Moines, Iowa, e permaneceu em Omaha. Enquanto isso, em 21 de maio de 1904, em Douglas, no Arizona, Ella se casou com Alonzo R. Cassells, um nativo de Ohio que era proprietário e operava um restaurante em Douglas.
Os Cassells se mudaram mais para o oeste, para Los Angeles, Califórnia, onde Alonzo abriu uma barbearia e Ella montou um no negócio como enfermeira treinada, profissão que seguiria pelo resto de sua vida. Por volta de 1910, os Cassells se separaram e Ella mudou-se para Huntington Beach, na Califórnia, onde viveu até morrer em Los Angeles em 9 de setembro de 1932. Ela está enterrada no cemitério Evergreen Memorial Park, em Los Angeles.